# Heißkalkmörtel
Der Baustoff Heißkalkmörtel (oder heißer Kalkmörtel) ist eine Mischung aus gebranntem Kalk, silikathaltigen Sanden oder Ziegelmehl und Wasser.

## Herstellung
Abwechselnd werden eine Schicht gebrannter Kalk und (je nach Bedarf) vier bis sieben Schichten feuchter, silikatreicher Sand mit einer gerade noch ausreichenden Wassermenge übergossen, sodass der Kalk zugleich gelöscht wird. Der so unter Hitzeentwicklung entstandene Mörtel kann unter sparsamer Zugabe von Wasser tagelang gelagert werden, soll aber erst nach Reaktionsende kalt abgestochen werden, bis zur Mörtelkonsistenz mit Wasser versetzt, gut durchmischt und verarbeitet werden. Beim Abstich ist zu beachten, dass das Mischungsverhältnis (Sand zu Kalk) erhalten bleibt. Der Mörtel härtet unter hoher Festigkeitsentwicklung aus. Eine handwarme Verarbeitung ist nur dann sinnvoll, wenn im Mauerwerk eine Spannung entstehen soll, beispielsweise bei Bögen und Gewölben oder bei Ausbesserungsarbeiten, denn warmer, frisch gelöschter Mörtel dehnt sich während der Aushärtung noch etwas aus. Normales Mauerwerk würde beim Aushärten gesprengt werden, wenn der Kalk im Mauerwerk noch nachlöscht, vor allem, wenn er nicht exakt durchmischt wurde. Derartige Schäden können auch noch Jahre nach der Ausbringung auftreten.
Durch diese spezielle Löschtechnik (bei Temperaturen bis 300 °C) gelingt es, Luftkalk so zu beeinflussen, dass damit Mörtel herzustellen sind, die sich wie (schwach) hydraulische Mörtel verhalten. Dabei wird im Gegensatz zur Sumpfkalktechnik nicht mit Wasserüberschuss, sondern mit feuchtem, silikathaltigen Sand oder Ziegelmehl gelöscht, wobei heißer, hochalkalischer Dampf an den Oberflächen dieser silikatischen Zuschläge zum Aufschluss von Siliciumdioxid und zur Freisetzung von Kieselsäuren führt, wodurch in Verbindung mit Kalziumhydroxid die Bildung von Kalziumhydrosilikaten möglich ist, was zu hydraulischen Erhärtungsreaktionen führt. Alternativ kann gemahlener Branntkalk auch herkömmlichem Löschkalk oder fertigem Kalkmörtel zugesetzt werden, um dessen Eigenschaften zu verändern. Damit lassen sich auch die kalktypischen Schwundphänomene leichter beherrschen.
Hydraulische Bindemittel müssen demgegenüber mit einer genau berechneten Menge Wasserdampf trocken gelöscht werden, da die Hydraulbestandteile unter Zugabe von Wasser abbinden, also nicht einsumpffähig sind.

## Eigenschaften
Heißkalkmörtel besitzen die bauphysikalischen Eigenschaften von hydraulischen Kalkmörteln und haben gegenüber zementgebundenen Mörtel den Vorteil, im Mauerwerk enthaltene Feuchtigkeit aufzunehmen und abzugeben. Sie erhärten weitgehend rissfrei und verfügen über eine hohe Druck- und Abriebfestigkeit. Zudem können Heißkalkmörtel trotz ihrer hohen Festigkeit leichter wieder entfernt werden. Heißkalkmörtel erhalten ihre hohe Festigkeit aber erst nach mehreren Wochen und müssen während dieser Zeit eventuell nachgefeuchtet werden und keiner direkten Sonneneinstrahlung ausgesetzt sein. Beispielsweise kann man das Mauerwerk mit feuchten Tüchern umhüllen.
Als Zuschlagstoffe werden in der Literatur auch Tierblut, Urin oder Wein genannt, die die silikatischen Zuschläge weiter aufspalten und die hydraulischen Eigenschaften des Mörtels beeinflussen. Damit sind auch wasserdichte Kalkmörtel möglich.

## Anwendung
Die Heißkalktechnik ist ein traditionelles, aber abgekommenes Verfahren, das heute nurmehr in der Denkmalpflege angewandt wird. Diese Technik ist auch unter Schnelllöschen oder Direktlöschen bekannt. Wegen der einfachen Herstellbarkeit und der Festigkeit wurden diese Mörtel als Gussmörtel bei Schalenmauerwerk oder als Bindemittel von Ziegel und Steinen verwendet, nicht aber für Putze, bei denen man hochwertigere gelöschte Kalke bevorzugte. Wird der Mörtel vor der Aufbringen nicht gut durchmischt, können sich deutliche Kalkspatzen ausbilden.